# Bariloche
San Carlos de Bariloche (Bariloche) – miasto w Argentynie w prowincji Río Negro, u podnóża Andów, otoczone jeziorami (Nahuel Huapi, Gutiérrez, Moreno oraz Mascardi) i górami (Tronador, Cerro Catedral, Cerro López).
Liczy 102 830  mieszkańców (2012).
Miejscowość słynie zarówno ze sportów narciarskich jak i z pięknych krajobrazów, sportów wodnych oraz z alpinistyki.
Nazwa Bariloche pochodzi od słowa Mapuczów Vuriloche, które oznacza ludzie za górą. Przełęcz Vuriloche była używana przez Mapuczów do przedostawania się przez Andy i długo była trzymana w tajemnicy przed Europejczykami.
Bariloche początkowo zasiedlone zostało w roku 1895 przez imigrantów z Austrii i Niemiec, a nazwa miasta pochodzi od Carlosa Wiederholda, pioniera tych ziem, który po przebyciu Andów z Chile założył niewielki sklepik w pobliżu obecnego centrum miasta. Listy, które do niego adresowano, nazywały go błędnie San Carlos, zamiast Don Carlos i stąd miasto (oficjalnie założone 3 marca 1902 roku) nazwano San Carlos de Bariloche. Obecnie powszechnie używana jest nazwa Bariloche.

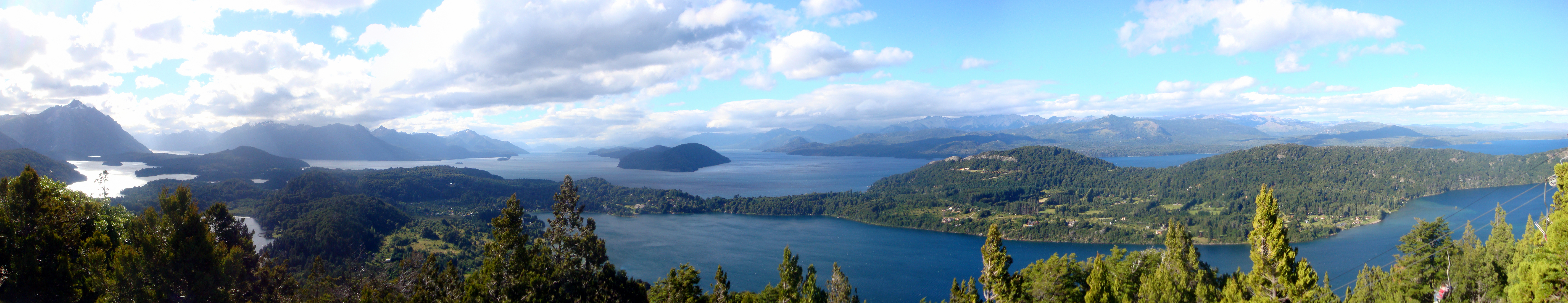
Panorama Bariloche.
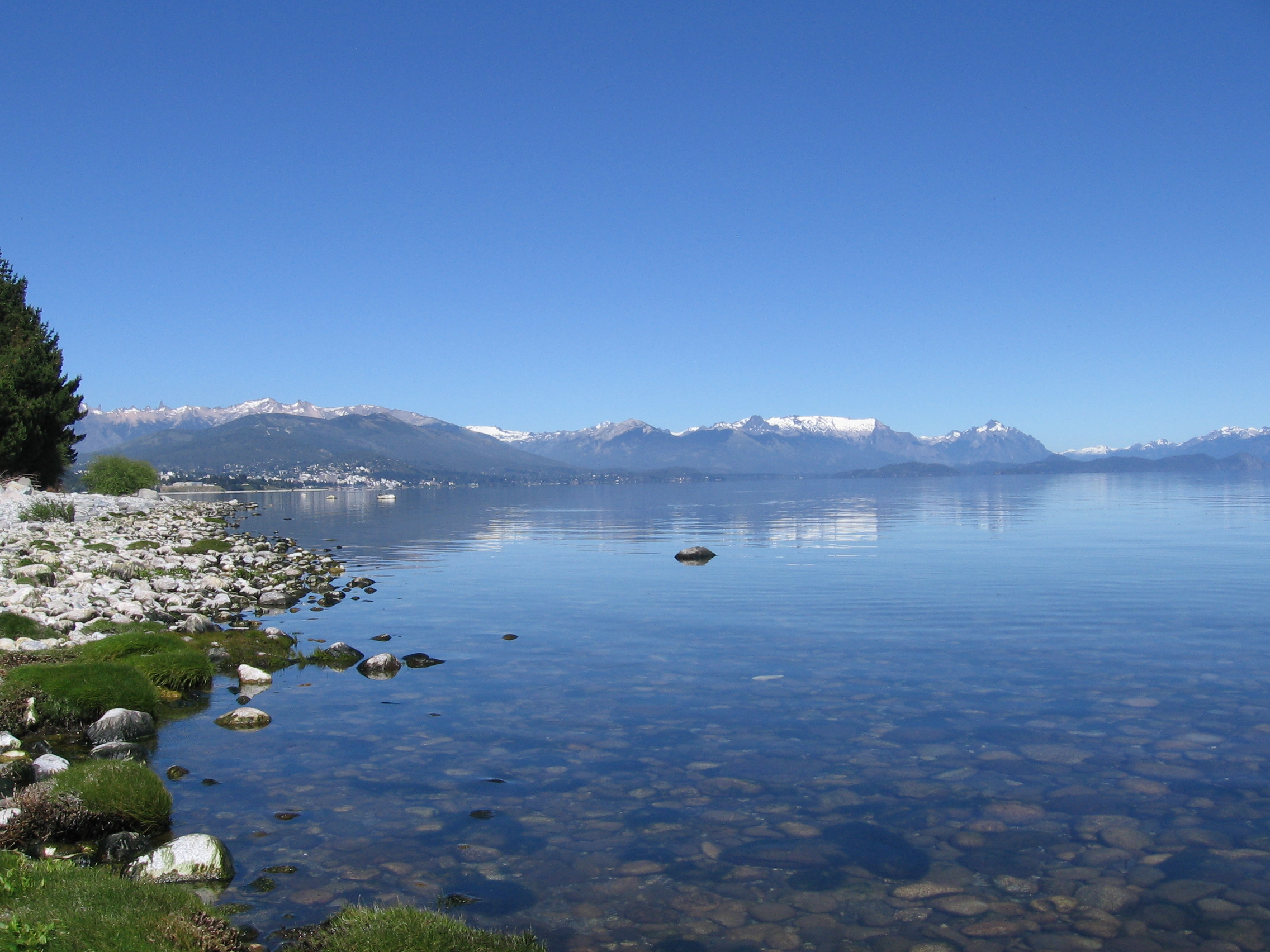
Nahuel Huapi.
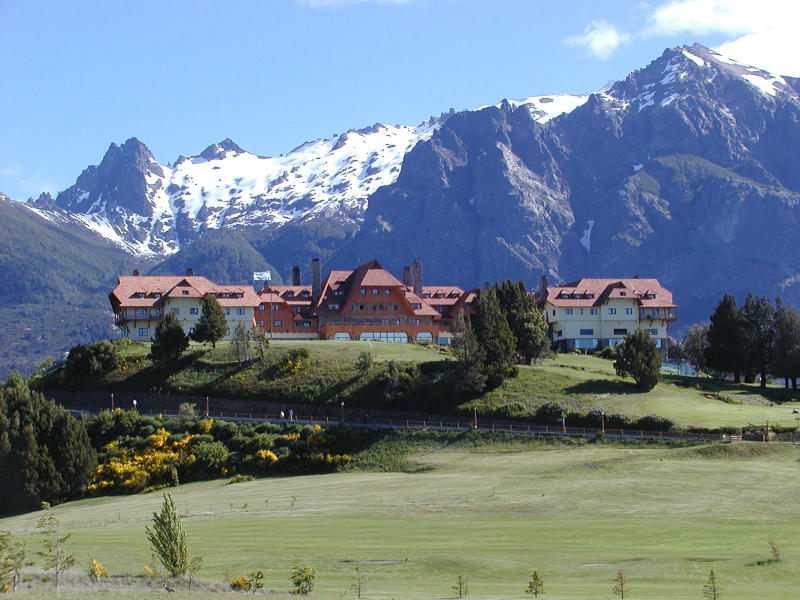
LLao llao
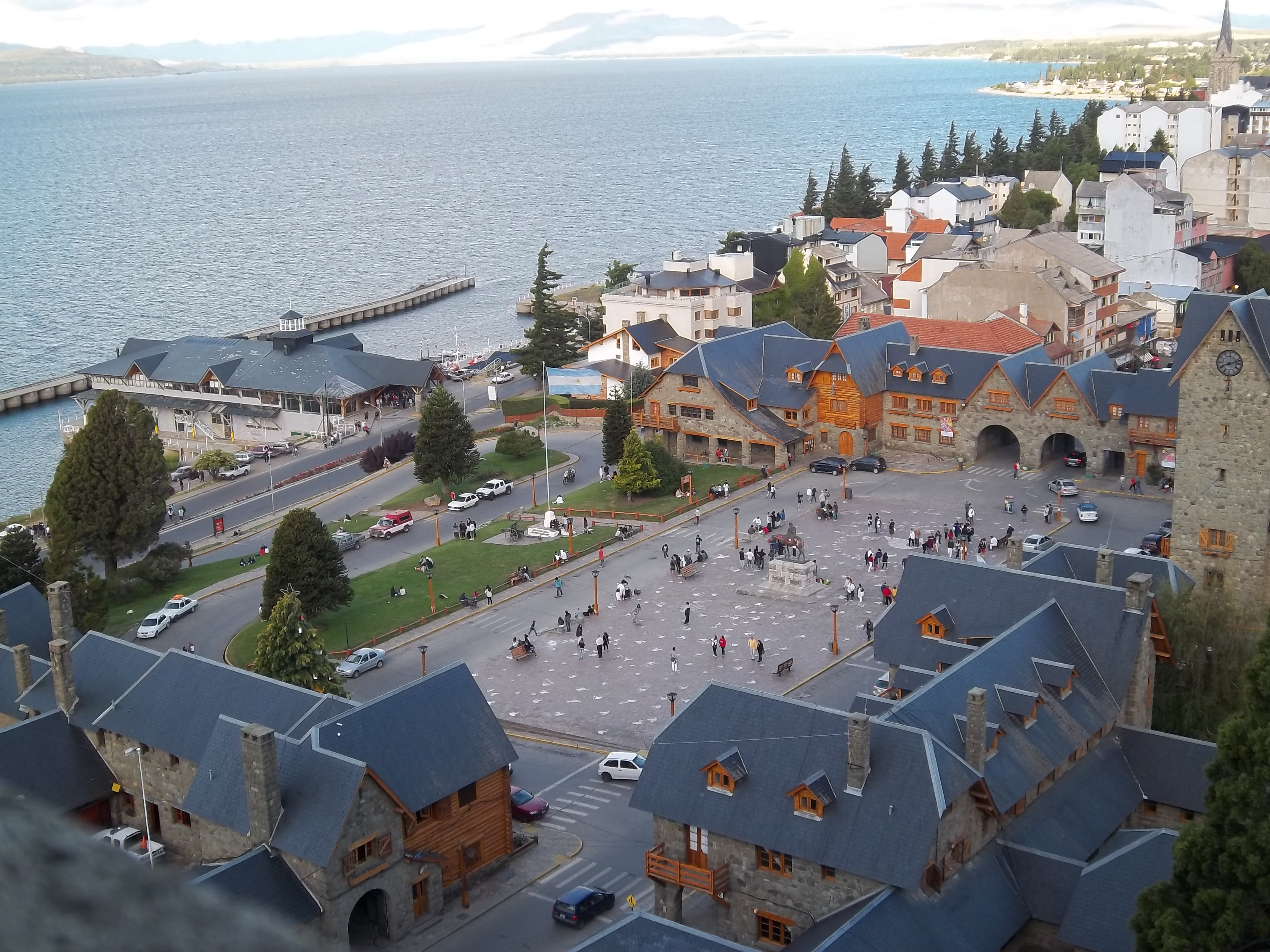
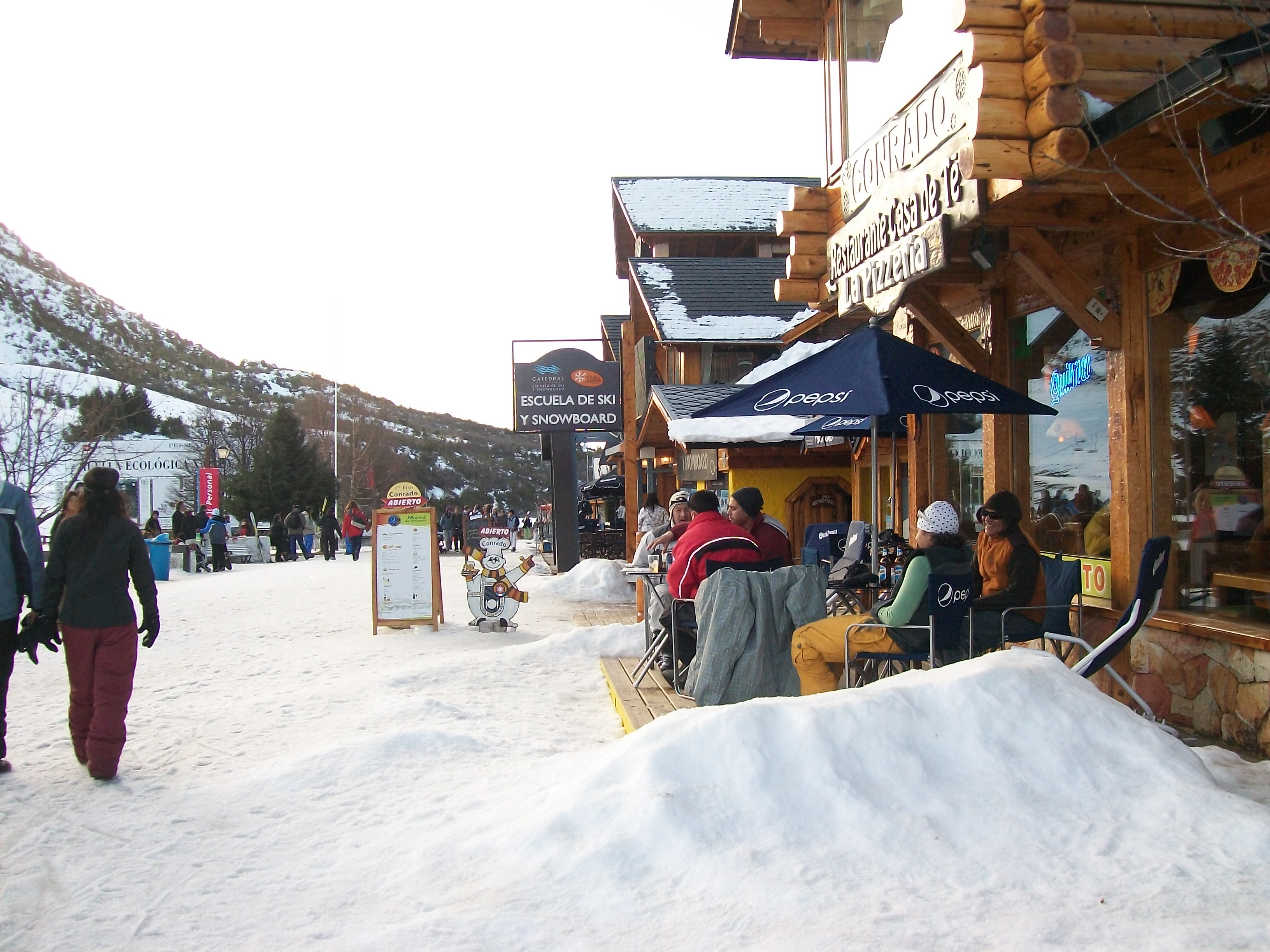
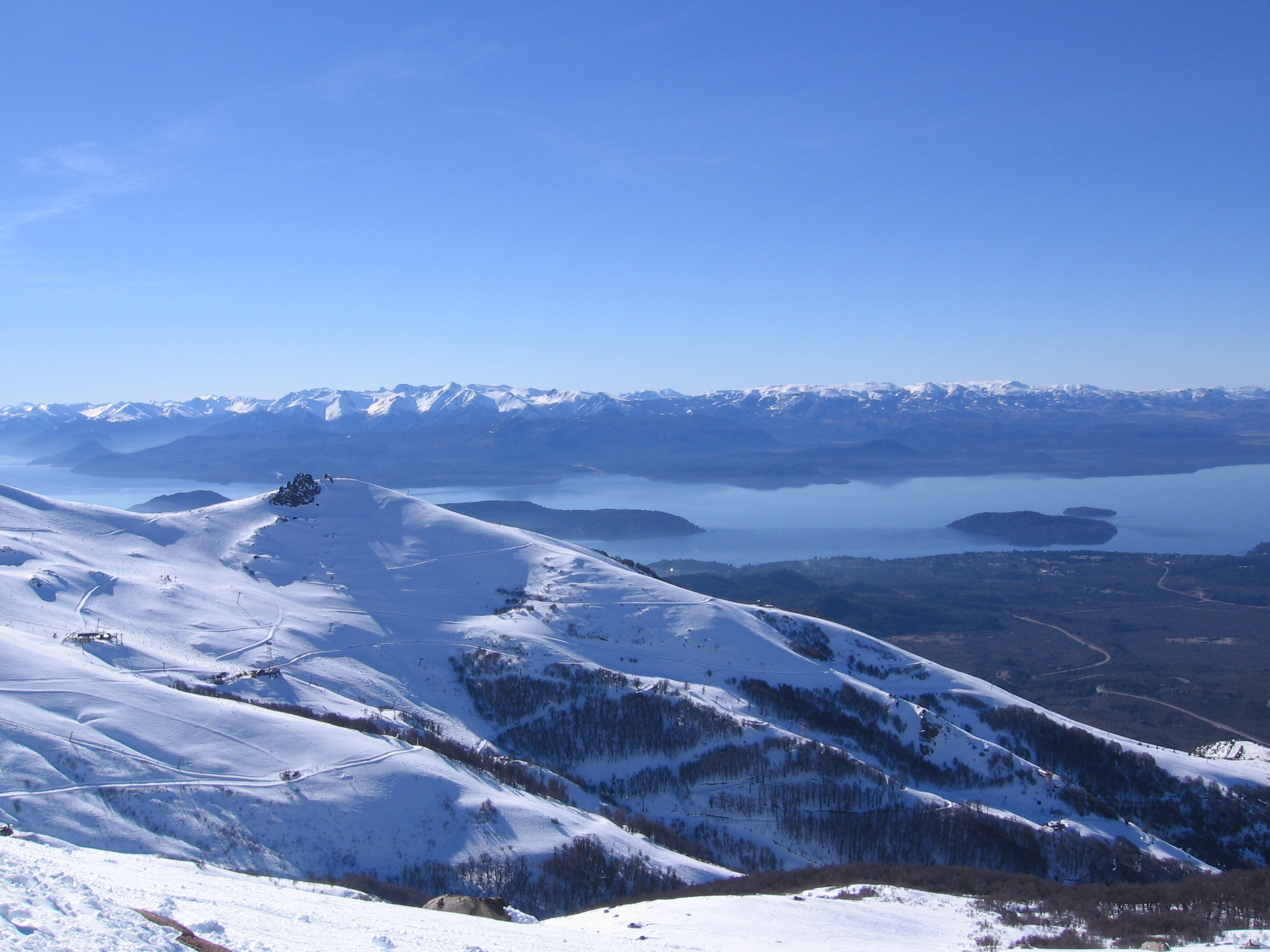

## Miasta partnerskie
- Aspen
- La Massana
- Puerto Montt
- Osorno
  Puerto Varas
- Sankt Moritz
- Sestriere
- Zakopane